# Салтыкова, Дарья Сергеевна
Дарья Сергеевна Салтыкова (род. 31 марта 1993 года, Пышма, Свердловская область, Россия) — российская спортсменка, специализирующаяся в мас-рестлинге. Член основной сборной России. Участница 3-го этапа кубка мира по мас-рестлингу 2019 года, проходившего в Польше. Тренер — Дмитрий Васильев. Мастер спорта России (28 июля 2021).
Дочка Сергея Сушинских, первого официального рекордсмена по Кистевой Тяге Гири (гири 28 кг и 32 кг), занесенного в Книгу рекордов России. 
Выпускница ТюмГНГУ. 

## Семья
Жена судьи Максима Салтыкова.